# Ptilotrigona occidentalis
Ptilotrigona occidentalis là một loài Hymenoptera trong họ Apidae. Loài này được Schulz mô tả khoa học năm 1904.